# پژچنو (استان کویافسکو-پومورسکی)
پژچنو (به لهستانی:  Przeczno) یک روستا در لهستان است که در گمینا ووبیانکا واقع شده‌است. پژچنو ۲۶۷ نفر جمعیت دارد.